# Петрушино (Горловское сельское поселение)
Петру́шино — село в Скопинском районе Рязанской области России. Входит в состав Горловское сельского поселения.

## География
Стоит на реке Бурлак. 

## История
История села Петрушина неразрывно связана с историей другого населённого пункта — село Нагиши (Лебяжий Усад). В начале 18 века село Лебяжий Усад и деревня Петрушино принадлежали князю Михаилу Черкасскому. После его смерти селения перешли во владения семьи Долгоруковых.
До революции входило в Епифанский уезд Тульской губернии.

## Население
| 2010 |
| ---- |
| 218  |

## Инфраструктура
Личное подсобное хозяйство с зоной сельскохозяйственного использования, индивидуальная застройка усадебного типа.
Основа экономики — сельское хозяйство. ФАП Петрушино.

## Транспорт
Деревня доступна автотранспортом. Остановка общественного транспорта «Петрушино».